# زفيزدان ميسيموفيتش
زفيزدان ميسيموفيتش (بالألمانية: Zvjezdan Misimović)‏ (مواليد 5 يونيو 1982 في ميونخ - ألمانيا الغربية) لاعب كرة قدم بوسني يلعب حاليا لصالح نادي غلاطا سراي التركي، في مركز الوسط المهاجم كما يجيد اللعب في مركز الجناح الأيسر.

## مشواره الكروي
بدأ زفيزدان مسيرته الكروية في عام 2002 مع بايرن ميونيخ الألماني. لكنه لم يتمكن من فرض نفسه مع الفريق البافاري، ولذلك إنضم إلى فريق بوخوم سنة 2004، والذي نزل معه إلى الدرجة الثانية في موسم 2005-2006، ليعود معه للدوري الألماني عام 2006. في سنة 2007 انتقل إلى فريق نورمبرغ، لكنه لعب هناك لموسم واحد فقط بسبب نزول الفريق في دوري الدرجة الثانية. في عام 2008 تمكن فيليكس ماغاث من ضمه إلى فولفسبورغ بقيمة 4 مليون يورو. وفي هذا الموسم بالذات توج اللاعب مع فريقه بلقب البوندسليغا، ولعب زفيزدان دورا فعالا في هذا التتويج، حيث قدم 21 تمريرة حاسمة، وهو رقم قياسي في الدوري الألماني. في موسم 2009-10، أدى ميسيموفيتش موسما جيدا حيث قدم 15 تمريرة حاسمة وسجل 10 أهداف. في 31 أغسطس 2010، أمضى ميسيموفيتش لفريق غلطة سراي التركي على عقد مدته أربعة سنوات مقابل مبلغ من 7 مليون يورو، ويأتي هذا بعد تعاقد فولفسبورغ مع لاعب خط الوسط البرازيلي دييغو القادم من يوفنتوس الإيطالي.

## دوليا

### مستوى الشباب
لعب ميسيموفيتش لمنتخب جمهورية يوغوسلافيا سابقا لتحت 18 سنة، وذلك في سنة 2001 في إطار بطولة أوروبا لكرة القدم للشباب وكان ذلك في فنلندا، أين لعب جنبا إلى جنب مع نيمانيا فيديتش ودانكو لازوفيتش. ثم إنضم في وقت لاحق لمنتخب جمهورية يوغوسلافيا تحت 21 سنة، ولكنه لعب مباراة واحدة فقط بديلا في الدقيقة 85 ضد فرنسا في سنة 2002، قبل أن يتم إبعاده من طرف مدربه آنذاك فلاديمير بتروفيتش، واصفا إياه بالسمين والبطيئ.

### الأكابر
في بداية عام 2004، لم يكن ميسيموفيتش صاحب 21 عاما بنتمي لأي فريق وطني للأكابر. ولهذا السبب تحدث معه زميله السابق في بايرن ميونيخ حسن صالحميدزيتش، حول إمكانية اللعب للبوسنة. ميسيموفيتش قبل الفكرة على الفور ولعب لأول مرة لمنتخب البوسنة والهرسك تحت قيادة المدرب بلاز سليسكوفيتش يوم 18 فبراير 2004 في مباراة ودية ضد مقدونيا.

### تصفيات كأس العالم 2006
استخدم ميسيموفيتش من طرف مدربه سليسكوفيتش في إطار تصفيات كأس العالم 2006: حيث لعب 90 دقيقة كاملة في أول مباريتين ضد إسبانيا وصربيا والجبل الأسود، ثم ظهر كبديل في الخسارة خارج الديار أمام بلجيكا. بعدها، أصبح زفيزداين يلعب دائما كأساسي، حيث ساهم في التعادل على ارضه ضد ليتوانيا 1-1 وذلك بتسجيله للهدف الوحيد لمنتخب بلده، وسجل مرة أخرى هدفا ضد منتخب إسبانيا في مدينة فالنسيا وانتهت المباراة بالتعادل 1-1، كما لعب أساسيا ضد منتخب سان مارينو. في بقية المباريات، حول المدرب سليسكوفيتش ميسيموفيتش إلى كرسي الاحتياط، وأدراجه أخر 15-20 دقيقة من كل مباراة.

### تصفيات كأس الأمم الأوروبية لكرة القدم 2008
بدأت تصفيات كأس الأمم الأوروبية لكرة القدم 2008 في خريف 2006 وقد كان ميسيموفيتش صاحب 24 عاما حاضرا في هذه التصفيات كأساسي. وبعد أداء رائع أمام مالطا في المباراة الافتتاحية أين سجل ميسيموفيتش ثنائية، صدم المنتخب البوسني بهزيمة في عقر داره 3-1 أمام المجر، والتي دفعت سليسكوفيتش إلى الاستقالة، لكنه عاد لتدريب الفريق بعد بضعة أسابيع. ومع ذلك، تواصلت خيبات الأمل حيث تعادل المنتخب البوسني 2-2 مع مضيفه المتواضع مولدوفا، وبعدها إنهزمت البوسنة بأربعة أهداف نظيفة ضد اليونان مما دفع سليسكوفيتش للاستقالة النهائية. وفي شتاء 2006 أعلن 13 لاعبا بوسنيا (ميركو هرجوفيتش وزلاتان بايراموفيتش وأمير سباهيتش ونينوسلاف ميلينكوفيتش، وكذلك ميسيموفيتش وآخرون) مقاطعتهم المنتخب لأربعة مباريات رسمية، مما دفع كبار مسؤولي الكرة البوسنية للاستقالة.

## روابط خارجية
- زفيزدان ميسيموفيتش على موقع الاتحاد الدولي (مؤرشف)  (الإنجليزية)
- زفيزدان ميسيموفيتش على موقع الاتحاد الأوربي (الإنجليزية)
- زفيزدان ميسيموفيتش على موقع اتحاد تركيا (لاعب) (الإنجليزية)
- زفيزدان ميسيموفيتش على موقع قاعدة بيانات كرة القدم.إي يو (الإنجليزية)
- زفيزدان ميسيموفيتش على موقع بيانات كرة القدم. دي إي (الألمانية)
- زفيزدان ميسيموفيتش على موقع ناشيونال فوتبول تيمز (الإنجليزية)
- زفيزدان ميسيموفيتش على موقع Soccerway.com (الإنجليزية)
- زفيزدان ميسيموفيتش على موقع عالم كرة القدم.نت (الإنجليزية)
- زفيزدان ميسيموفيتش على موقع AS.com (الإسبانية)